# Kostel svatého Jakuba Staršího (Litoměřice)
Kostel svatého Jakuba Staršího (Většího) na Dominikánském náměstí v Litoměřicích je původně minoritským kostelem. Je chráněn jako kulturní památka České republiky.

## Historie

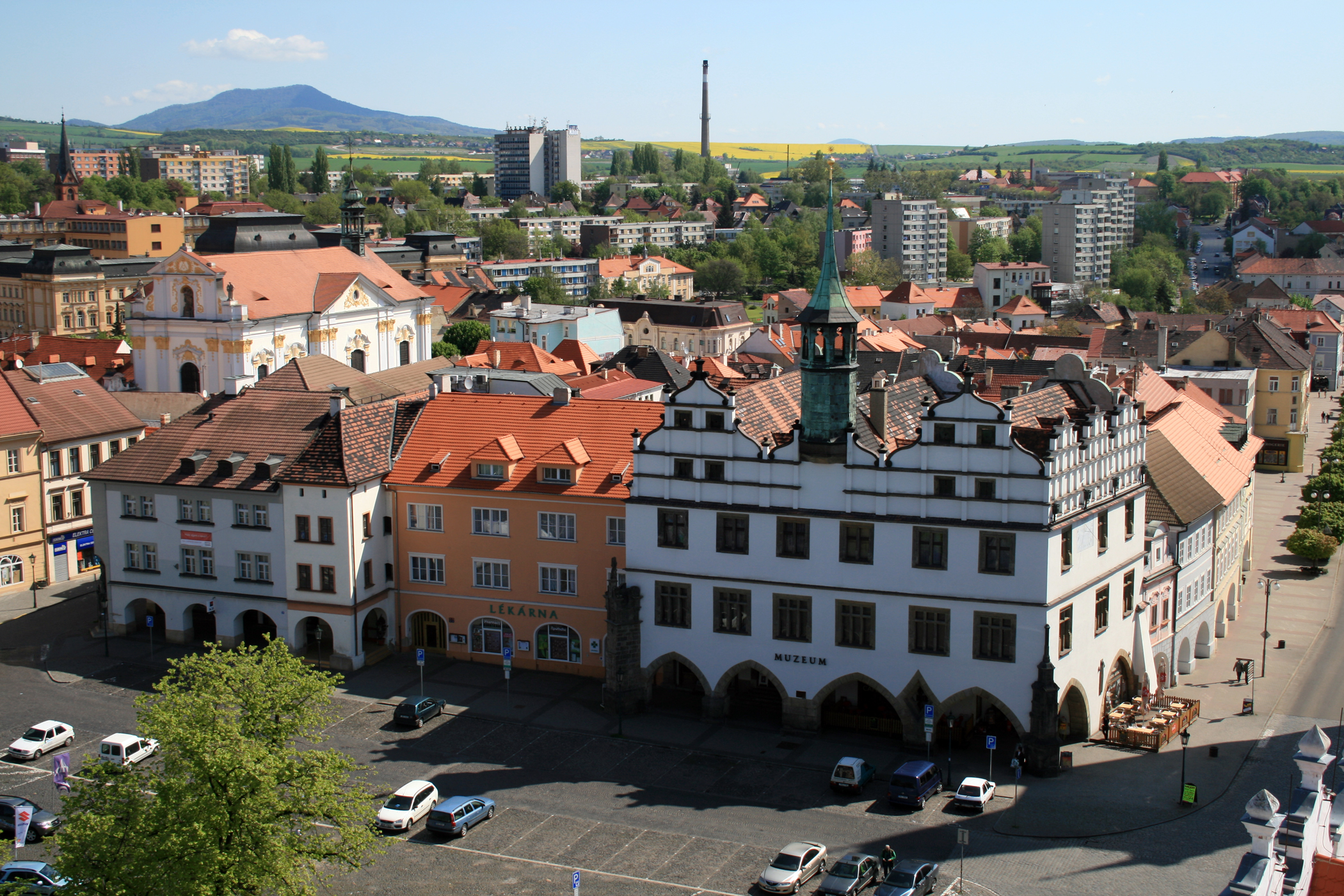
Pohled na kostel. sv. Jakuba Staršího z domu Kalich

Kostel sv. Jakuba je poprvé připomínán ve zprávě středověkého letopisce Beneše Minority o nejstarším klášteře ve městě v roce 1233. Byl založen pražským biskupem Janem II. z Dražic jako klášterní kostel mnichů františkánů-minoritů. Konventní stavby s kostelem sv. Jakuba vznikly jako součást městského opevnění. Jaká byla základní dispozice kostela není známo, lze se pouze domnívat, že kostel stál na jihu, zatímco konventní budovy na severu objektu. K přestavbě došlo nejpozději na konci 14. století, kdy byl kolem roku 1390 klášter bohatě obdarován Ješkem Kamenickým z Čakovic. Za husitské revoluce v roce 1421 byl objekt zdevastován a po jejím skončení znovu obnoven. Po jeho zničení během třicetileté války ležel původní kostel dlouho v ruinách. V letech 1662–1667 došlo k první pobělohorské přestavbě. Dále v roce 1714 se konvent, zničený ohněm rychle opravoval spolu s kostelem, jehož úpravy se šíří blížily zásadní přestavbě. V roce 1715 byl takřka dokončen presbytář a pokračovalo se i v pracích na lodi kostela, která měla být brzy dokončena. Došlo v té době uzavření kontraktu s nejmenovaným architektem, zřejmě Octaviem Broggiem, který projekt roku 1716 zjednodušil. Minorité se pustili do opravy kláštera a pustili se do opravy konventu. Dnešní pozdně barokní podobu, která je připisována Octaviu Broggiovi, získal kostel v letech 1730–1740. K svěcení kostela došlo však až po smrti stavitele 14. července 1750; v roce 1752 byla dostavěna loď a definitivně byl dokončen roku 1758 za současného osazení oltáře sv. Anny.
Duchovní správci kostela byli nejprve minorité z přilehlého kláštera a od roku 1877 dominikáni, kteří v klášteře nahradili minority. Od roku 1950 po Akci K, která zlikvidovala mužské kláštery v komunistickém Československu, duchovní správu převzalo litoměřické děkanství. Duchovní správcové od roku 1950 jsou uvedeni na stránce: Římskokatolická farnost u Všech svatých Litoměřice.

## Architektura

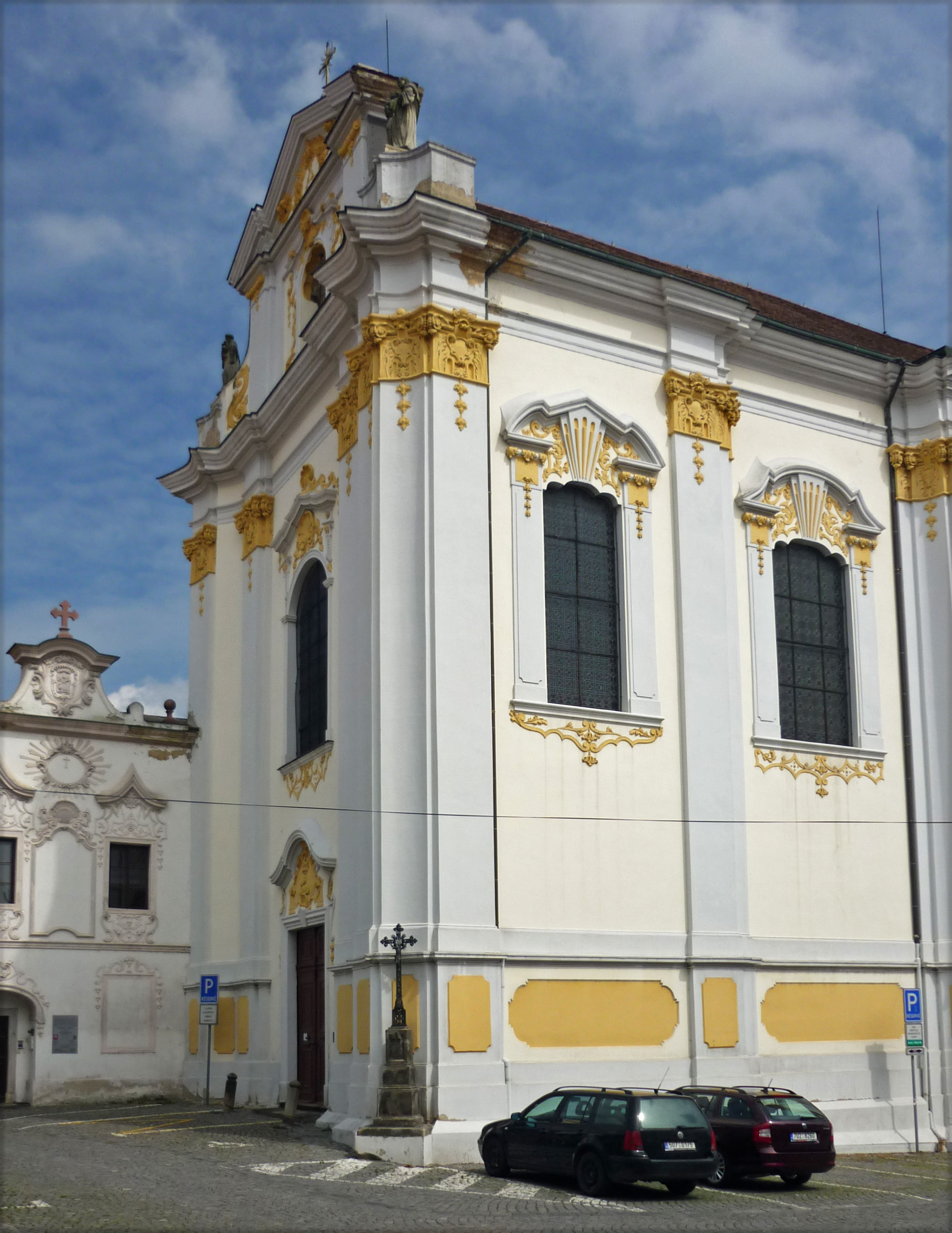
Průčelí a bok kostela

### Exteriér
Jedná se o podélnou jednolodní stavbu s odsazenou půlkruhovou apsidou. K jeho severnímu boku přiléhají budovy bývalého kláštera. Průčelí kostela je dvouetážové bez věží. Při nárožích se nacházejí vysoké štenýře proláklých pilastrových svazků. Na hlavní římse je umístěn štítový nástavec s volutovými křídly a sochou sv. Jakuba ve výklenku. Na jižním boku je osový rizalit s trojúhelníkovým štítem. Kostel zdobí vysoké pilastry. Okna jsou s trojdílnými záklenky a vysokými klenáky opatřená nadokenními římsami různých tvarů a štukovou ornamentikou pozdně barokního a rokokového typu. Půdorys má i přes své podélné založení zřetelný centrální záměr.

### Interiér
Uvnitř kostela jsou plackové a lunetové klenby, které jsou oddělené pásy na vtažených pilastrových svazcích. Varhanní kruchta na západní straně je se zvlněným poprsníkem. Na východní straně se prostor rozšiřuje o polokruhový závěr presbytáře.

## Vybavení kostela

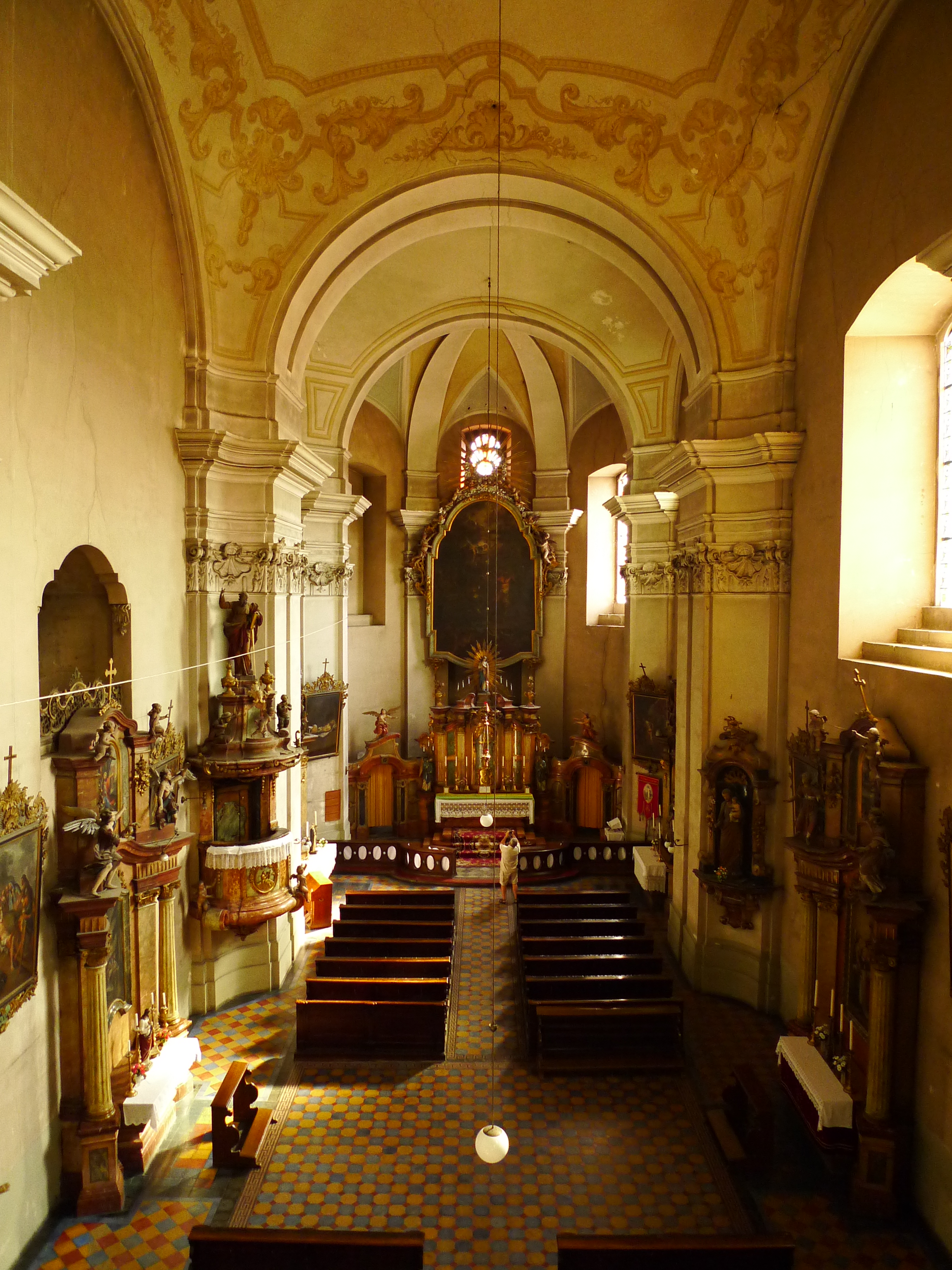
Loď kostela

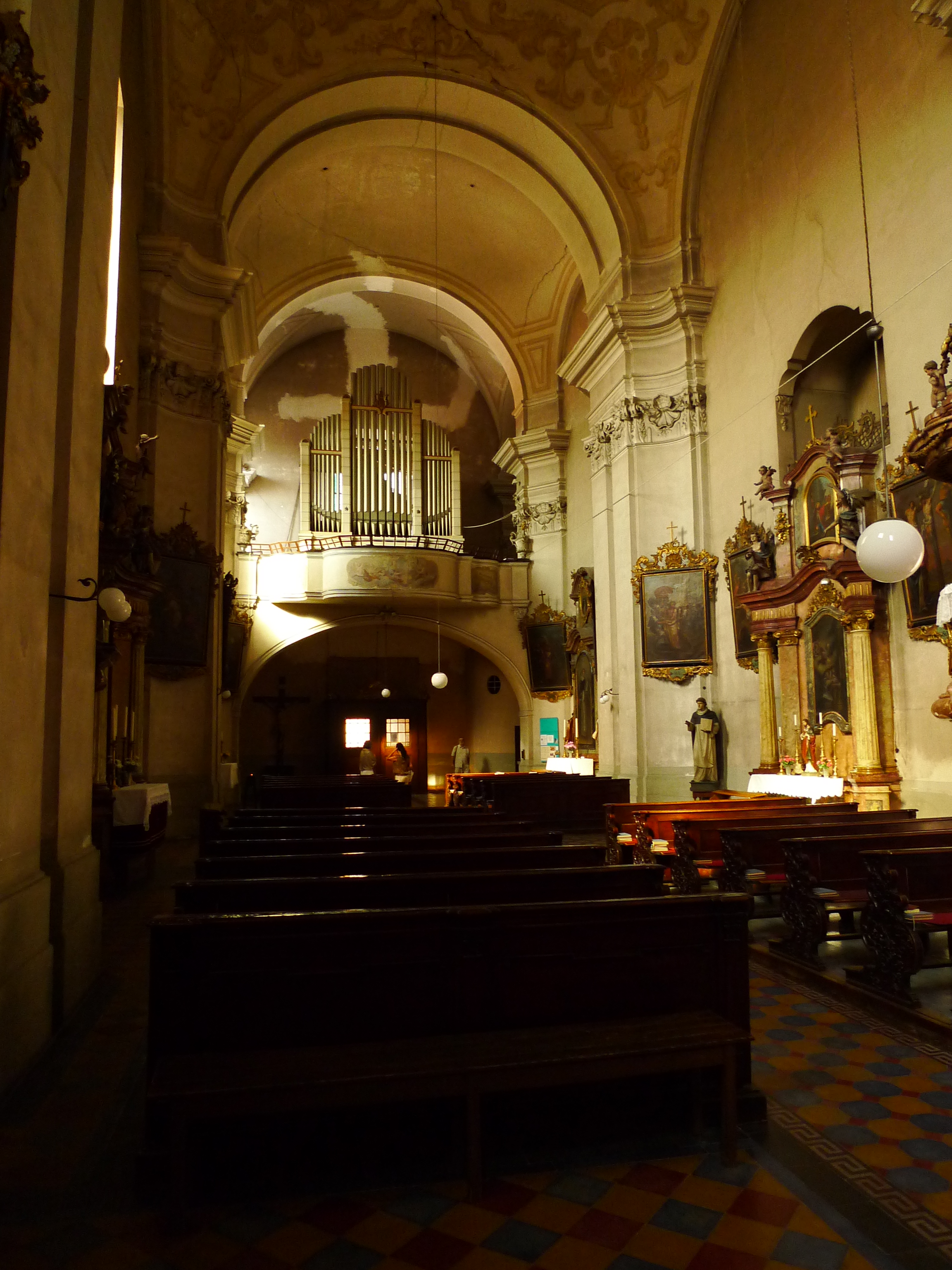
Varhany u sv. Jakuba Staršího

Zařízení kostela vznikalo postupně až do roku 1781.
Při severní straně v prvním poli je rokokový oltář sv. Vincence Ferrerského z umělého mramoru z poloviny 18. století. Portálový diagonální nástavec s volutovými křídly a plastickými i řezanými doplňky. Titulní obraz je novodobý. Po stranách jsou umístěny polychromované sochy sv. Augustina a bl. Jindřicha Susa. Obraz sv. Antonína na klekadle, ve zlaceném rámu s rokajovými řezbami, pochází z 2. poloviny 18. století.
Ve středním poli je oltář sv. Jana Nepomuckého z umělého mramoru. Rokokový oltář z poloviny 18. století je portálový, sloupový s nástavcem, s plastickými a řezanými doplňky andílků a ornamentů. Titulní obraz je původní, v nástavci však novodobý.
Luisézní kazatelna z konce 18. století je zhotovena z umělého mramoru. Na řečništi jsou pilastry. Festonový medailón je s reliéfem, andílci s atributy a na stříšce kazatelny socha sv. Jakuba.
V třetím poli je rokokový oltář sv. Dominika z umělého mramoru pocházející z 18. století. Je portálový s nástavcem s volutovými křídly a plastickými doplňky. Titulní obraz je novodobý.
V presbytáři se nachází rokokový hlavní oltář z roku 1769. Mramorářská práce pochází od Johanna Hennevogela. Oltářní meza s vysokým tabernáklem je rokajových tvarů. Vedle oltáře jsou boční branky se sochami klečících andělů. Titulní obraz znázorňující Smrt sv. Jakuba pochází zřejmě od Antona Kerna z roku 1718. Obraz je v bohatě profilovaném rámu s akantovými řezbami, andílky a rokajovou kartuší. Barokní pontifikální křeslo z 1. čtvrtiny 18. století je s bohatě řezaným akantovým opěradlem.
Na jižní straně v posledním poli před chórem je rokokový oltář Panny Marie Růžencové z umělého mramoru z poloviny 18. století. Tvoří protějškový obraz k oltáři sv. Dominika. Místo obrazu je nad oltářem nika s dřevěnou sochou Panny Marie s Ježíškem a anděly. Po stranách dole jsou sochy klečícího sv. Dominika a sv. Kateřiny Sienské. Na pilíři středního pole edikula se sv. Josefem z umělého mramoru v rokokovém slohu pocházející z třetí čtvrtiny 18. století, s pilastry, vzdutou římsou a nástavcem. V nice je pak novodobá socha sv. Josefa.
Ve středním poli je oltář sv. Tomáše Akvinského z umělého mramoru. Je rokokový z poloviny 18. století a tvoří protějšek k oltáři sv. Jana Nepomuckého. Oba obrazy jsou novodobé.
V prvním poli je oltář sv. Anny z umělého mramoru. Je v rokokovém stylu z poloviny 18. století. Jedná se o protějškový obraz k oltáři sv. Vincence. Oba obrazy jsou původní a mají po stranách polychromované sochy sv. Kateřiny Sienské a Růženy Limské.
Po kruchtou jsou lavice z 2. poloviny 18. století. Na zádveří jsou zlacené řezby s rokajovými motivy pocházející z poloviny 18. století, jejich původ však není znám.
Sakristie je vybavena skříňovým barokním stolem z počátku 18. století. Je bohatých tvarů, s vykládaným páskovým ornamentem. Údajně pochází ze zrušeného litoměřického dominikánského kostela sv. Michaela. Obrazy znázorňující sv. Jeronýma a sv. Ambrože jsou v černo-zlatých oválných rámech. Také obraz sv. Dominika pocházející z poloviny 18. století je v černo-zlatém rámu členitého tvaru. Krucifix nese v chronogramu letopočet 1733.

## Galerie osob při kostele

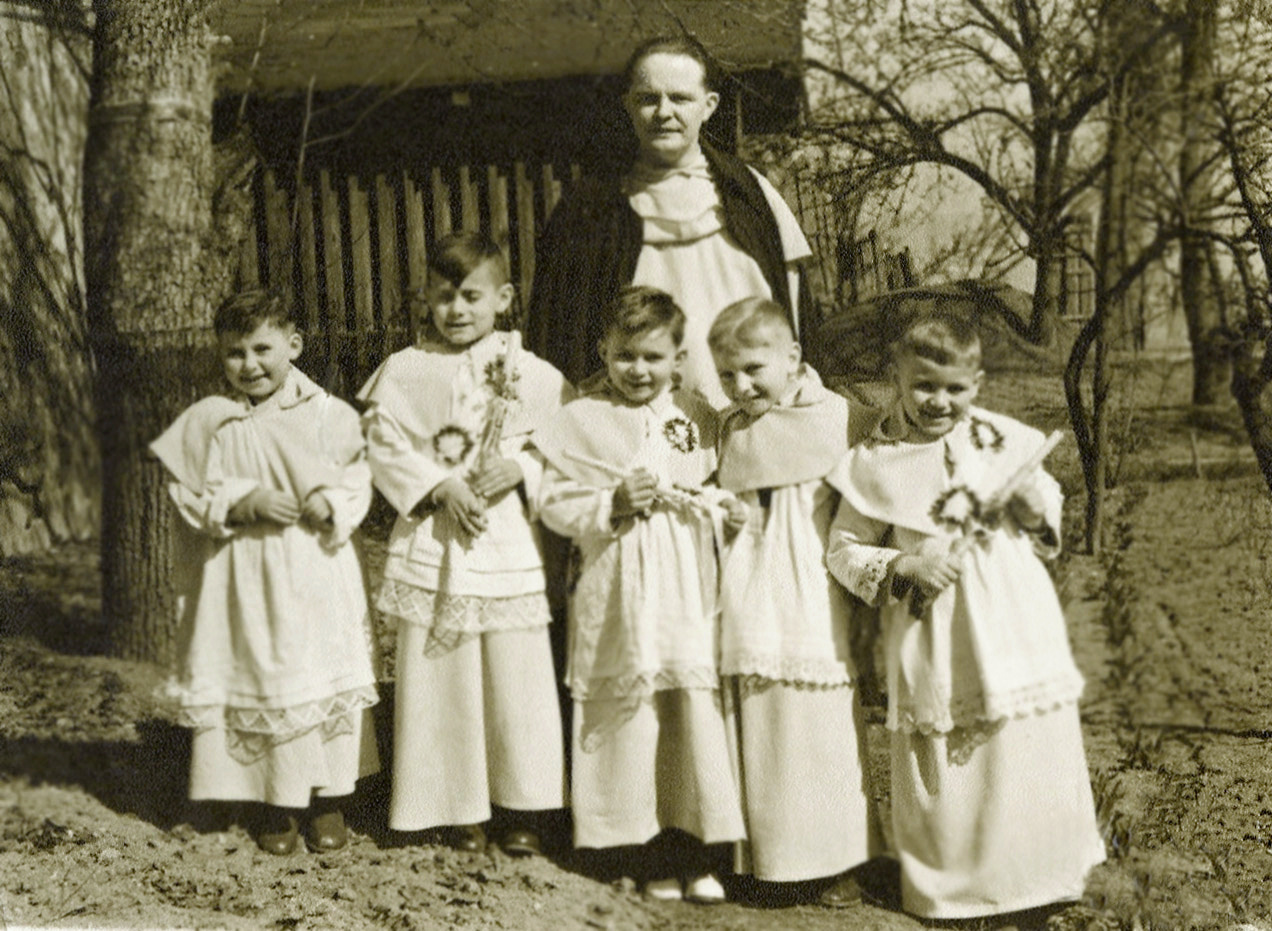
P. Prokop Švach OP, převor dominikánského kláštera u sv. Jakuba v letech 1947–1950
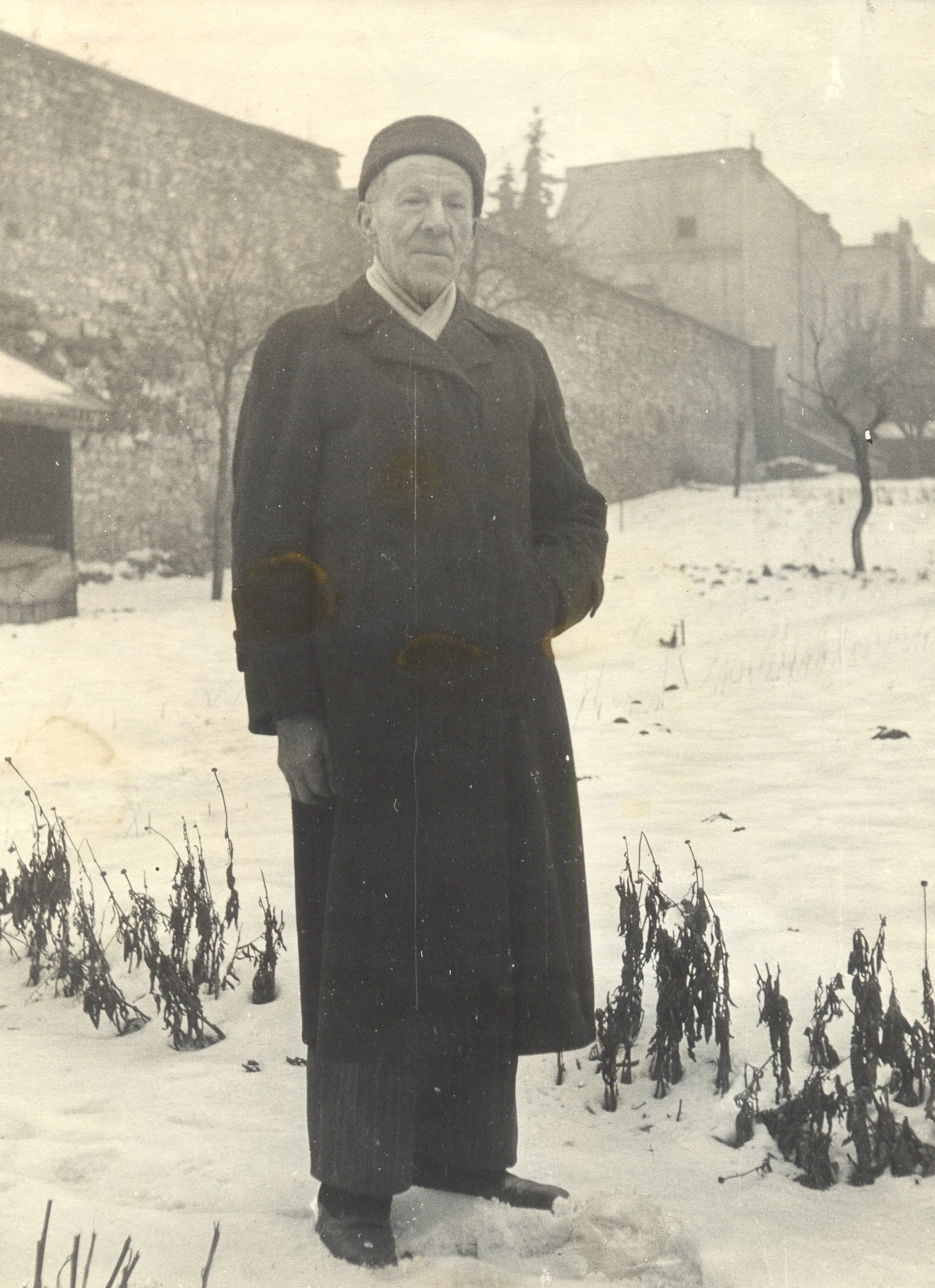
Kostelník František Marián Červený, 60. léta 20. stol.[p 1]
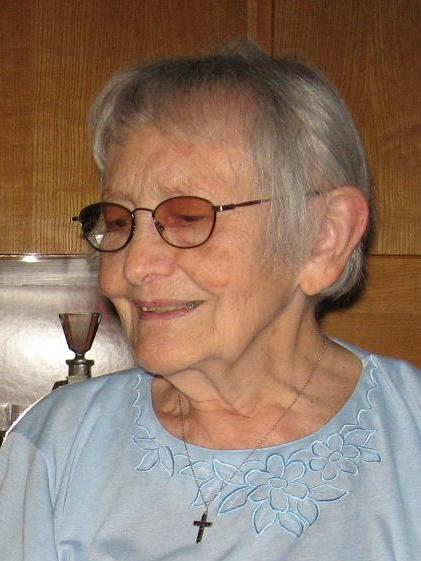
Kostelnice Hana Krejzová, 90. léta 20. stol. až 2009[p 2][p 3]
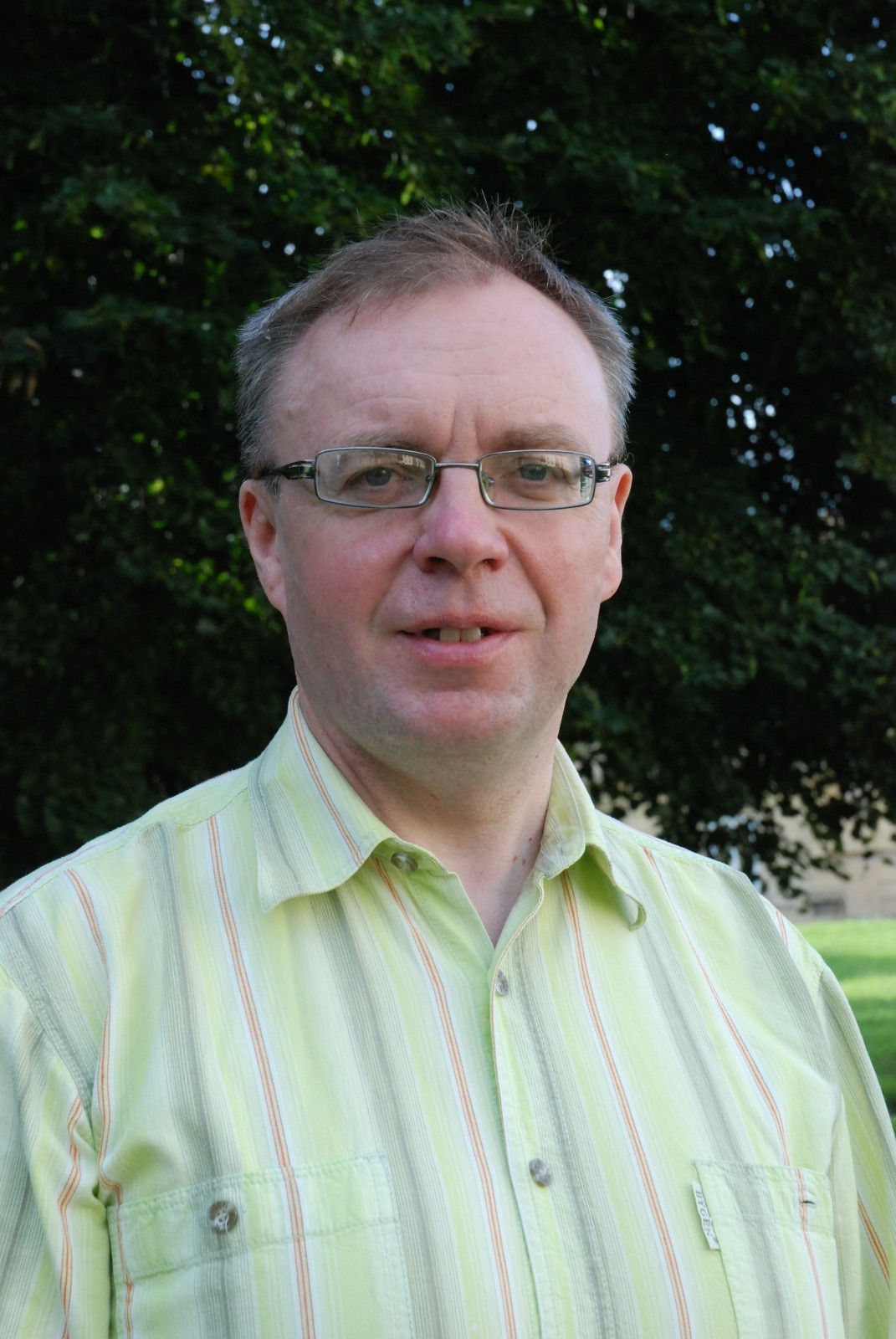
Kostelník Jaroslav Pulda, 2009 až 17. 4. 2021[p 4][p 5]